# Конъл
Конъл (на английски: Connell) е град в окръг Франклин, щата Вашингтон, САЩ. Конъл е с население от 2956 жители (2000) и обща площ от 7,4 km². Намира се на 258 m надморска височина. ЗИП кодът му е 99326, а телефонният му код е 509.